# Marin Bosiočić
Marin Bosiočić est un joueur d'échecs croate né le 8 août 1988 à Rijeka, grand maître international depuis 2008.
Au 1er décembre 2017, il est le deuxième joueur croate et le 165e joueur mondial avec un classement Elo de 2 624 points.

## Carrière aux échecs
Marin Bosiočić a remporté :
- l'open de Sankt Veit en 2014[2], 2016[3] et 2017[4] ;
- le championnat de Croatie en 2016 ;
- la médaille d'or au deuxième échiquier lors du championnat d'Europe par équipe de 2017 (la Croatie finit quatrième de la compétition)[5].